# Лопес, Хави (футболист, 2002)
Хавье́р Ло́пес Карба́льо (исп. Javier "Javi" López Carballo; 25 марта 2002, Ла-Оротава, Испания) — испанский футболист, защитник  клуба «Реал Сосьедад».

## Клубная карьера
Лопес — воспитанник клубов «Оротава», «Тенерифе» и «Алавес». 21 июня 2020 года в матче против «Сельты» он дебютировал в Ла Лиге.

## Международная карьера
В 2019 году в составе юношеской сборной Испании Лопес принял участие в юношеском чемпионате Европы в Ирландии. На турнире он сыграл в матчах против команд Венгрии, Нидерландов, Австрии и Германии. 
В том же году Лопес принял участие в юношеском чемпионате мира в Бразилии. На турнире он сыграл в матчах против команд Аргентины, Таджикистана, Камеруна, Сенегала и Франции. 